# Castelo de Park (Aberdeenshire)
O Castelo de Park ou Park House (em inglês:  Castle of Park) é um castelo do século XVI localizado em Ordiquhill, Aberdeenshire, Escócia.

## História
Construído no local de uma mansão original de 1292, foi erigida uma torre em 1563, ampliada em 1723 e novamente no século XIX.
Encontra-se classificado na categoria "A" do "listed building" desde 22 de fevereiro de 1972.